# Matías Delgado
Matías Emilio Delgado (Rosario, 15 dicembre 1982) è un ex calciatore argentino con passaporto italiano, di ruolo centrocampista.

## Carriera
Inizia la sua carriera nella squadra giovanile del River Plate. Debutta tra i professionisti con la maglia Chacarita Juniors, disputando più di 50 gare nel massimo campionato argentino. Nel 2003, a 21 anni, decide di trasferirsi in Europa firmando per gli svizzeri del Basilea. Gioca tre stagioni in riva al Reno, segnando 32 reti in 85 gare nella Super League (Svizzera), il massimo campionato svizzero di calcio.
Il 27 giugno 2006 si trasferisce ai turchi del Beşiktaş, dove milita per quattro anni, prima di firmare un contratto con l'Al Jazira.
Il 12 luglio 2013 torna al Basilea, firmando un contratto valido sino al 2017. Il 10 luglio 2015 - in seguito al ritiro di Streller - viene nominato capitano della rosa.

## Statistiche

### Presenze e reti nei club
Statistiche aggiornate all'11 febbraio 2017.
| Stagione                 | Squadra                  | Campionato               | Campionato | Campionato | Coppe nazionali | Coppe nazionali | Coppe nazionali | Coppe continentali | Coppe continentali | Coppe continentali | Altre coppe | Altre coppe | Altre coppe | Totale | Totale |
| Stagione                 | Squadra                  | Comp                     | Pres       | Reti       | Comp            | Pres            | Reti            | Comp               | Pres               | Reti               | Comp        | Pres        | Reti        | Pres   | Reti   |
| ------------------------ | ------------------------ | ------------------------ | ---------- | ---------- | --------------- | --------------- | --------------- | ------------------ | ------------------ | ------------------ | ----------- | ----------- | ----------- | ------ | ------ |
| 2000-2001                | Chacarita Juniors        | PD                       | 2          | 0          | -               | -               | -               | -                  | -                  | -                  | -           | -           | -           | 2      | 0      |
| 2001-2002                | Chacarita Juniors        | PD                       | 14         | 0          | -               | -               | -               | -                  | -                  | -                  | -           | -           | -           | 14     | 0      |
| 2002-2003                | Chacarita Juniors        | PD                       | 37         | 5          | -               | -               | -               | -                  | -                  | -                  | -           | -           | -           | 37     | 5      |
| ago. 2003                | Chacarita Juniors        | PD                       | 3          | 0          | -               | -               | -               | -                  | -                  | -                  | -           | -           | -           | 3      | 0      |
| Totale Chacarita Juniors | Totale Chacarita Juniors | Totale Chacarita Juniors | 56         | 5          |                 | -               | -               |                    | -                  | -                  |             | -           | -           | 56     | 5      |
| ago. 2003-2004           | Basilea                  | SL                       | 20         | 2          | CS              | 3               | 0               | CU                 | 1                  | 0                  | -           | -           | -           | 24     | 2      |
| 2004-2005                | Basilea                  | SL                       | 32         | 11         | CS              | 3               | 0               | UCL+CU             | 2+6                | 0+1                | -           | -           | -           | 43     | 12     |
| 2005-2006                | Basilea                  | SL                       | 33         | 18         | CS              | 3               | 2               | UCL+CU             | 2+12               | 0+7                | -           | -           | -           | 50     | 27     |
| 2006-2007                | Beşiktaş                 | SL                       | 26         | 4          | TK              | 6               | 2               | CU                 | 2                  | 0                  | ST          | 1           | 0           | 35     | 6      |
| 2007-2008                | Beşiktaş                 | SL                       | 29         | 8          | TK              | 3               | 0               | UCL                | 10                 | 3                  | ST          | 1           | 0           | 43     | 11     |
| 2008-2009                | Beşiktaş                 | SL                       | 26         | 6          | TK              | 2               | 1               | CU                 | 4                  | 1                  | -           | -           | -           | 32     | 8      |
| 2009-2010                | Beşiktaş                 | SL                       | 0          | 0          | TK              | 0               | 0               | UCL                | 0                  | 0                  | ST          | 0           | 0           | 0      | 0      |
| ago. 2010                | Beşiktaş                 | SL                       | 2          | 0          | TK              | 0               | 0               | UEL                | 4                  | 2                  | -           | -           | -           | 6      | 2      |
| Totale Beşiktaş          | Totale Beşiktaş          | Totale Beşiktaş          | 83         | 18         |                 | 11              | 3               |                    | 20                 | 6                  |             | 2           | 0           | 116    | 27     |
| ago. 2010-2011           | Al-Jazira                | PL                       | 20         | 6          | EEC+CEA         | 0               | 0               | ACL                | 2                  | 0                  | -           | -           | -           | 22     | 6      |
| 2011-2012                | Al-Jazira                | PL                       | 20         | 4          | EEC+CEA         | 7+0             | 3               | ACL                | 6                  | 1                  | SE          | 1           | 0           | 34     | 8      |
| 2012-2013                | Al-Jazira                | PL                       | 24         | 4          | EEC+CEA         | 7+2             | 2+1             | ACL                | 5                  | 0                  | SE          | 1           | 0           | 37     | 6      |
| Totale Al-Jazira         | Totale Al-Jazira         | Totale Al-Jazira         | 64         | 14         |                 | 16              | 6               |                    | 13                 | 1                  |             | 2           | 0           | 95     | 21     |
| 2013-2014                | Basilea                  | SL                       | 25         | 2          | CS              | 4               | 1               | UCL+UEL            | 6+5                | 0+2                | -           | -           | -           | 40     | 5      |
| 2014-2015                | Basilea                  | SL                       | 26         | 8          | CS              | 6               | 2               | UCL                | 2                  | 0                  | -           | -           | -           | 34     | 10     |
| 2015-2016                | Basilea                  | SL                       | 28         | 11         | CS              | 4               | 3               | UCL+UEL            | 2+5                | 1+0                | -           | -           | -           | 39     | 15     |
| 2016-2017                | Basilea                  | SL                       | 19         | 9          | CS              | 0               | 0               | UCL                | 6                  | 0                  | -           | -           | -           | 25     | 9      |
| Totale Basilea           | Totale Basilea           | Totale Basilea           | 183        | 61         |                 | 23              | 8               |                    | 49                 | 11                 |             | -           | -           | 255    | 80     |
| Totale carriera          | Totale carriera          | Totale carriera          | 384        | 98         |                 | 50              | 17              |                    | 82                 | 18                 |             | 4           | 0           | 522    | 133    |

## Palmarès

### Club
- Campionato svizzero: 6

Basilea: 2003-2004, 2004-2005, 2013-2014, 2014-2015, 2015-2016, 2016-2017
- Supercoppa di Turchia: 1

Beşiktaş: 2006
- Coppa di Turchia: 2

Beşiktaş: 2006-2007, 2008-2009
- Campionato turco: 1

Beşiktaş: 2008-2009
- Coppa Svizzera: 1

Basilea: 2016-2017

### Individuale
- Miglior giocatore dell'anno - Svizzera: 1

2005-2006
- Capocannoniere delle Coppa UEFA: 1

2005-2006 (7 gol)